# Самборо-Хед
Мыс Самборо-Хед (англ. Sumburgh Head) — южная оконечность острова Мейнленд в архипелаге Шетландских островов.

## География
Мыс соединён узким перешейком с южной частью острова Мейнленд, омывается с севера заливом Грутнесс-Во, с востока и юга Северным морем, с запада заливом Уэст-Во-оф-Самборо.

## Население
На мысе Самборо-Хед расположены деревни Грутнесс и Самборо.

## Экономика
У основания мыса расположен аэропорт Самборо.
Паромное сообщение из деревни Грутнесс на остров Фэр-Айл.
Входит в почтовый район «Вирки», которому соответствует код «ZE3».

## Охрана природы
На мысе организован заказник «Самборо-Хед» площадью 0,39 квадратных километра. Под охраной:
- Глупыш (лат. Fulmarus glacialis).
- Обыкновенная моевка (лат. Rissa tridactyla).
- Полярная крачка (лат. Sterna paradisaea) — 700 пар, 1,6% популяции Великобритании.
- Тонкоклювая кайра (лат. Uria aalge).

## Достопримечательности

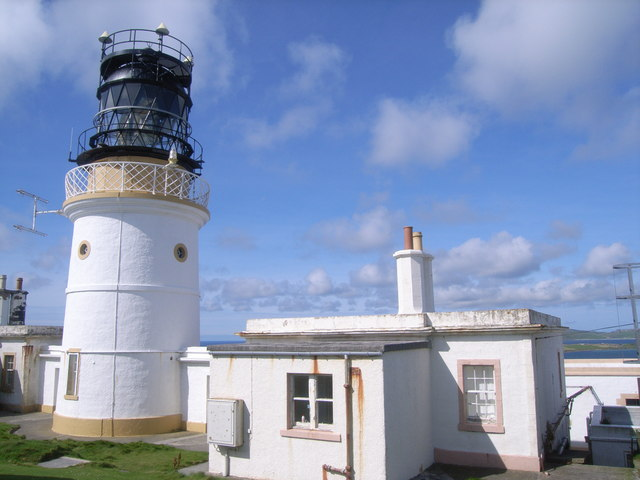
Маяк Самборо-Хед

- Маяк Самборо-Хед построен в 1821 году Робертом Стивенсоном. В 1977 году включён в список архитектурных памятников категории «A»[3][4].

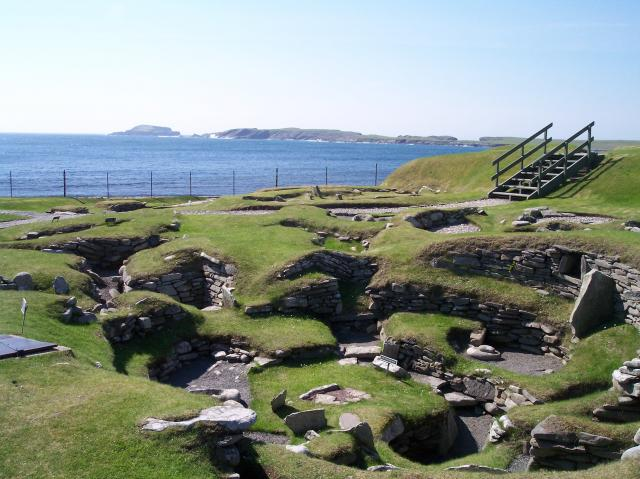
Ярлсхоф

- Ярлсхоф — комплекс археологических объектов, остатки построек эпохи позднего неолита и позднее до XVI века нашей эры[5].